# Рева Сергій Володимирович
Сергі́й Володи́мирович Ре́ва (нар. 11 червня 1988, Вінниця, СРСР) — український футболіст, півзахисник, відомий перш за все завдяки виступам у складі ФК «Тирасполь» та юнацької збірної України (U-19).

## Життєпис
Сергій Рева народився у Вінниці в футбольній сім'ї. До червня 2004 року займався футболом у вінницькому ДЮФК «Нива-Світанок», а згодом перебрався разом з батьком до Молдови, де під проводом Віталія Яцка продовжив навчання в футбольній академії тираспольського «Шерифа», після випуску з якої протягом двох сезонів виступав у резервному складі одного з найсильніших молдовських клубів.
З 2006 по 2009 рік захищав кольори ФК «Тирасполь», головним тренером якого на той час був його батько — Володимир Рева. У складі команди брав участь в матчах Кубка Інтертото, викликався до лав юнацької збірної України. В 2009 році слідом за батьком повернувся до України, де виступав за хмельницьке «Динамо».
Протягом 2010—2012 років грав у бурштинському «Енергетику», чернігівській «Десні», моршинській «Скалі», футбольному клубі «Львів» та тернопільській «Ниві», однак у жодному з цих клубів гравцем основи так і не став.
У 2013 році спробував закріпитися у основі черкаського «Славутича», після чого завершив професійну кар'єру та продовжив виступи на любительському рівні, захищаючи кольори ФК «Вінниця» та ФК «Бершадь».

## Сім'я
- Батько — Володимир Рева (1958 р.н.), український футбольний тренер, відомий перш за все завдяки роботі у вінницькій «Ниві», ФК «Тирасполь» та жіночій збірній України[2].